# Киленка (приток Ширенки)
Киленка — река в Московской области России.
Протекает по территории городского округа Красноармейск и Щёлковского района. Устье реки находится в 8 км по левому берегу реки Ширенки в рабочем посёлке Фряново. Длина реки составляет 17 км, площадь водосборного бассейна — 45,3 км².
По данным государственного водного реестра России относится к Окскому бассейновому округу. Речной бассейн — Ока, речной подбассейн — бассейны притоков Оки от Мокши до впадения в Волгу, водохозяйственный участок реки — Клязьма от города Ногинска до города Орехово-Зуево.